# Timoteüs III van Alexandrië
Timoteüs III Salophakiolos (†481) was Patriarch van Alexandrië met een tussenpose van 460 tot 481.

## Context
Tijdens het Concilie van Chalcedon in 451 werd patriarch Dioscorus I van Alexandrië afgezet, dit zal leiden tot een splitsing tussen een factie pro-Chalcedon, de Grieks-orthodoxen en anti-Chalcedon, de Koptisch-Orthodoxe Kerk.
Keizer Leo I van Byzantium was pro-Chalcedon en zette Timoteüs II in 460 af. Tegenkeizer Basiliscus was anti-Chalcedon en zette Timoteüs III af en Timoteüs II werd terug patriarch. Timoteüs II stierf in 477 en werd vervangen door Petrus III, de nieuwe keizer Zeno van Byzantium ging hier niet mee akkoord en Timoteüs III kreeg zijn zetel terug.
Na de dood van Timoteüs III werd Johannes Talaia patriarch voor de Grieks-orthodoxen.